# برونو آندراده (بازیکن فوتبال، زاده ۱۹۸۹)
برونو آندراده (به پرتغالی: Bruno Fernandes Andrade de Brito) مهاجم اهل برزیل است که در شهر سائو برناردو دو کامپو و در تاریخ ۲ مارس ۱۹۸۹ به دنیا آمده‌است.
برونو آندراده در تیم‌های فوتبال Pão de Açúcar سابقهٔ حضور دارد.